# 단양로
단양로(丹陽路, Danyang-ro)는 충청북도 단양군 대강면 당동리 대강 교차로와 제천시 동현동 동현 교차로를 잇는 충청북도의 도로이다.

## 연혁
- 1975년 10월 1일 : 제천군 봉양면 구학리 ~ 단양군 매포면 평동리 총 700m 구간 개통 및 기존 810m 구간 폐지[1]
- 1987년 5월 26일 : 기존 지정 구간인 단양군 매포읍 매포리 ~ 우덕리 구간 폐지[2]
- 1996년 6월 29일 : 단양군 매포읍 하괴리 ~ 제천시 중앙로1가 21.4km 구간 개통, 기존 21.6km 구간 폐지[3]
- 1997년 10월 15일 : 단양군 대강면 장림리 1.24km 구간 개통, 기존 1km 구간 폐지[4]
- 1998년 5월 8일 : 단양군 단양읍 상진리 500m 구간 개통[5]
- 2000년 12월 31일 : 단양군 단양읍 증도리 ~ 매포읍 하괴리 5.8km 구간 확장 개통 및 기존 구간 폐지[6]
- 2001년 12월 29일 : 단양군 매포읍 고양리 490m 구간 개통[7]
- 2002년 5월 30일 : 제천시 신동 ~ 송학면 무도리 15.6km 구간 확장 개통으로 인해 기존 구간 폐지[8]
- 2006년 11월 21일 : 단양IC ~ 단양간 도로(단양군 대강면 장림리 ~ 용부원리) 1.6km 구간 확장 개통[9]
- 2009년 7월 10일 : 2개 이상 시·도에 걸쳐 있는 도로로 단양로를 고시[10]
- 2017년 12월 1일 : 단양IC ~ 단양간 도로(단양군 대강면 장림리 ~ 단양읍 증도리) 6.56km 구간 확장 개통[11]
- 2018년 11월 13일 : 단양군 매포읍 평동리 ~ 하시리 500m 구간 개량 개통, 기존 단양군 매포읍 하시리 180m 구간 폐지[12]

## 주요 경유지
충청북도
- 단양군 (대강면 · 단성면 · 단양읍 · 매포읍) - 제천시 (대랑동 · 고명동 · 강제동 · 신백동 · 동현동)

## 노선
| 이름                                   | 접속 노선                            | 소재지                                        | 소재지                              | 비고                                      |
| 죽령로와 직결                          | 죽령로와 직결                        | 죽령로와 직결                                 | 죽령로와 직결                       | 죽령로와 직결                             |
| -------------------------------------- | ------------------------------------ | --------------------------------------------- | ----------------------------------- | ----------------------------------------- |
| 단양 나들목 (대강 교차로)              | 55호선 중앙고속도로                  | 단양군                                        | 대강면                              | 국도 제5, 36호선 구간                     |
| 단양대강농공단지                       | 대강농공길                           | 단양군                                        | 대강면                              | 국도 제5, 36호선 구간                     |
| 대강초등학교                           | 대강로                               | 단양군                                        | 대강면                              | 국도 제5, 36호선 구간                     |
| 장림사거리                             | 지방도 제927호선 (사인암로)          | 단양군                                        | 대강면                              | 국도 제5, 36호선 구간                     |
| 대강면사무소                           | 대강로                               | 단양군                                        | 대강면                              | 국도 제5, 36호선 구간                     |
| 북상삼거리                             | 북상1길                              | 단양군                                        | 대강면                              | 국도 제5, 36호선 구간                     |
| 북하삼거리                             | 국도 제36호선 국도 제59호선 (월악로) | 단양군                                        | 단성면                              | 국도 제5, 36호선 구간                     |
| 북하삼거리                             | 국도 제36호선 국도 제59호선 (월악로) | 단양군                                        | 단성면                              | 국도 제5, 59호선 구간                     |
| 단성역삼거리                           |                                      | 단양군                                        | 단성면                              |                                           |
| 현천삼거리                             | 현천길                               | 단양군                                        | 단양읍                              |                                           |
| 덕상삼거리                             | 덕상후곡길                           | 단양군                                        | 단양읍                              |                                           |
| 덕상1교                                |                                      | 단양군                                        | 단양읍                              |                                           |
| 심곡삼거리                             | 단양심곡길                           | 단양군                                        | 단양읍                              |                                           |
| 심곡교 단양역삼거리 상진대교           |                                      | 단양군                                        | 단양읍                              |                                           |
| 단양삼거리 (단양 교차로) (상진 교차로) | 국도 제59호선 (삼봉로)               | 단양군                                        | 단양읍                              |                                           |
| 적성삼거리                             | 수양개유적로                         | 단양군                                        | 단양읍                              | 국도 제5호선 구간                         |
| 어의곡 교차로                          | 응실길                               | 단양군                                        | 매포읍                              | 국도 제5호선 구간                         |
| 하괴삼거리                             | 삼봉로                               | 단양군                                        | 매포읍                              | 국도 제5호선 구간                         |
| (성신양회입구)                         | 매포길                               | 단양군                                        | 매포읍                              | 국도 제5호선 구간                         |
| 우덕삼거리                             | 단양산업단지2로                      | 단양군                                        | 매포읍                              | 국도 제5호선 구간 단양 방향 진출입만 가능 |
| 매포삼거리                             | 평동로                               | 단양군                                        | 매포읍                              | 국도 제5호선 구간                         |
| 동평교                                 |                                      | 단양군                                        | 매포읍                              | 국도 제5호선 구간                         |
| 안동삼거리                             | 매포길                               | 단양군                                        | 매포읍                              | 국도 제5호선 구간                         |
| 신평사거리                             | 평동9길 평동10길                     | 단양군                                        | 매포읍                              | 국도 제5호선 구간                         |
| 평동삼거리                             | 지방도 제532호선 (평동1로)           | 단양군                                        | 매포읍                              | 국도 제5호선 구간 지방도 제532호선 구간   |
| 하시삼거리                             | 지방도 제532호선 (매포어상천로)      | 단양군                                        | 매포읍                              | 국도 제5호선 구간 지방도 제532호선 구간   |
| 상시1교                                | 상시1길                              | 단양군                                        | 매포읍                              | 국도 제5호선 구간                         |
| 상시리                                 | 상시길                               | 단양군                                        | 매포읍                              | 국도 제5호선 구간                         |
| 상시2교                                |                                      | 단양군                                        | 매포읍                              | 국도 제5호선 구간                         |
| 상시3교                                | 상시길 영천길                        | 단양군                                        | 매포읍                              | 국도 제5호선 구간                         |
| 가평1교                                | 가평길                               | 단양군                                        | 매포읍                              | 국도 제5호선 구간                         |
| 가평2교                                |                                      | 단양군                                        | 매포읍                              | 국도 제5호선 구간                         |
| (삼곡)                                 | 고양길 고양1길 삼곡길                | 단양군                                        | 매포읍                              | 국도 제5호선 구간                         |
| 고양1교                                | 삼곡5길                              | 단양군                                        | 매포읍                              | 국도 제5호선 구간                         |
| 고양2교 단양지하차도                   |                                      | 단양군                                        | 매포읍                              | 국도 제5호선 구간                         |
| 안동1교                                | 고양4길 고양5길                      | 단양군                                        | 매포읍                              | 국도 제5호선 구간                         |
| 안동2교                                |                                      | 단양군                                        | 매포읍                              | 국도 제5호선 구간                         |
| 제천시                                 | 신백동                               |                                               |                                     | 국도 제5호선 구간                         |
| 제천시                                 | 신백동                               | 고명역입구                                    | 단양로10길                          | 국도 제5호선 구간                         |
| 제천시                                 | 신백동                               | 고명 교차로                                   | 국도 제5호선 국도 제38호선 (북부로) | 국도 제5호선 구간                         |
| 제천시                                 | (한국폴리텍다솜고등학교입구)         | 강저로                                        | 서:화산동 동:신백동                 |                                           |
| 제천시                                 | 고명육교                             |                                               | 서:화산동 동:신백동                 |                                           |
| 제천시                                 | 장평교 남단                          | 장평천로                                      | 서:화산동 동:신백동                 |                                           |
| 제천시                                 | 장평교                               |                                               | 서:화산동 동:신백동                 |                                           |
| 제천시                                 | 신백동주민센터입구                   | 의병대로34길                                  | 서:화산동 동:신백동                 |                                           |
| 제천시                                 | 동현 교차로                          | 국가지원지방도 제82호선 (내토로) 의병대로32길 | 남현동                              |                                           |

## 주요 건물 및 시설
- 한국도로공사 단양영업소 (충청북도 단양군 대강면 단양로 2)
- 대강우체국 (충청북도 단양군 대강면 단양로 156-6)
- 대강119지역대 (충청북도 단양군 대강면 단양로 180)
- 단성역 (충청북도 단양군 단성면 단양로 428)
- 단양역 (충청북도 단양군 단양읍 단양로 896)
- 매포우체국 (충청북도 단양군 매포읍 단양로 1917)
- 매포초등학교 (충청북도 단양군 매포읍 단양로 1929)
- 매포과적검문소 (충청북도 단양군 매포읍 단양로 2363)